# Place Charles de Gaulle
Place Charles de Gaulle (francoska izgovorjava [plas ʃaʁl də ɡol]), zgodovinsko znan kot Place de l'Étoile (francoska izgovorjava [plas də letwal]), je veliko cestno križišče v Parizu v Franciji, stičišče dvanajstih ravnin avenij (od tod tudi njegovo zgodovinsko ime, kar pomeni Trg zvezda), vključno z Elizejskimi poljanami. Preimenovali so ga leta 1970 po smrti predsednika Charlesa de Gaulla. Še vedno se pogosto omenja z izvirnim imenom; bližnja postaja metroja in RER ima oznako Charles de Gaulle–Étoile. Pariška Axe historique (»zgodovinska os«) prereže Slavolok zmage, ki stoji v središču Place Charles de Gaulle.

## Zgodovina
Prvotno ime območja je bilo Butte Chaillot (»Chaillotova gomila«, poimenovana po kraju). Takrat je bilo stičišče več lovskih poti. Markiz de Marigny je zgradil monumentalna cestna dela, dokončana leta 1777, na gomili, ko je postavljal nasade ob Elizejskih poljanah. To delo je zajemalo tlakovanje ceste v obliki zvezde, kakršna obstaja še danes. Stičišče je postalo znano kot Place de l'Étoile. Dostop za pešce do samega Slavoloka zmage je preko podhoda za pešce, da bi se izognili avtomobilskemu prometu s križišča dvanajstih radialnih avenij.
Leta 1787 je bila med gradnjo Kmečkega obzidja (Mur des Fermiers généraux) po načrtih Clauda Nicolasa Ledouxa zgrajena la Barrière de l'Étoile (znana tudi kot Barrière de Neuilly) za pobiranje davka octroi na vhodu v Pariz. Zid in dve stavbi, zgrajeni na obeh straneh Place de l'Étoile, so bili porušeni v 19. stoletju. Sodobni trg Place Charles de Gaulle in avenije, ki se raztezajo od njega, so nastale med drugim francoskim cesarstvom Napoleona III. kot del Haussmannove prenove Pariza.

## Opis

### Avenije
Dvanajst avenij, v smeri urinega kazalca od severa, je naslednjih:
1. Avenue de Wagram (tako imenovana od drugega imperija) in Boulevard de l'Étoile ali Boulevard Bezons pred
2. Avenue Hoche: Avenue de la Reine-Hortense v času drugega cesarstva in Boulevard Monceau pred
3. Avenue de Friedland od časa drugega imperija in Boulevard Beaujon prej
4. Avenue des Champs-Elysées
5. Avenue Marceau: Avenue Joséphine v času drugega cesarstva
6. Avenue d'Iéna
7. Avenue Kléber: Avenue du Roi-de-Rome v času drugega cesarstva in Boulevard de Passy pred
8. Avenue Victor Hugo: Avenue d'Eylau v času drugega cesarstva in Avenue de Saint-Cloud prej
9. Avenue Foch: Avenue du Bois v času tretje republike in Avenue de l'Impératrice v času drugega cesarstva
10. Avenue de la Grande Armée v času drugega cesarstva in Avenue de Neuilly pred tem
11. Avenue Carnot: Avenue d'Essling v času drugega cesarstva
12. Avenue Mac-Mahon: Avenue du Prince-Jérôme v času drugega cesarstva

Trg obkrožata dve ulici, ki tvorita krog okoli njega: Rue de Presbourg in Rue de Tilsitt, ki se tako imenujeta od leta 1864 po Napoleonovih diplomatskih uspehih, ki so privedli do podpisa Presbourške pogodbe leta 1805 in Pogodb iz Tilsita leta 1807.

### Osi
Place Charles de Gaulle je simetričen in ima torej šest osi:
1. Axis Avenue de Wagram in Avenue Kléber
2. Axis Avenue Hoche in Avenue Victor-Hugo
3. Axis Avenue de Friedland in Avenue Foch
4. Axis Avenue des Champs-Elysées in Avenue de la Grande Armée, ki je Ax historique Pariza
5. Axis Avenue Marceau in Avenue Carnot
6. Axis Avenue d'Iéna in Avenue Mac-Mahon

### Okrožja
Place Charles de Gaulle (kot tudi Slavolok zmage) je razdeljen med 8., 16. in 17. okrožje Pariza. 8. okrožje obsega območje med Avenue de Wagram in Avenue Marceau. 16. okrožje obsega območje med Avenue Marceau in Avenue de la Grande-Armée. 17. okrožje obsega območje med Avenue de la Grande Armée in Avenue de Wagram.

## Galerija
- Barvna zračna fotografija južne strani, objavljena leta 1921
- Place Charles de Gaulle leta 1939
- Promet 10 vzporedno prečka Place Charles de Gaulle, gledano z vrha Slavoloka zmage
- Place de l'Étoile ob sončnem zahodu, pogled z Elizejskih poljan